# Aloísio Hilário de Pinho
Dom Aloísio Hilário de Pinho, F.D.P. (Mariana, 14 de janeiro de 1934 - Rio Claro, 4 de maio de 2021) foi um bispo da Igreja Católica e bispo emérito da Diocese de Jataí.

## Biografia

### Estudos
Estudou o ensino fundamental e básico em Mariana/MG, o ensino médio no Seminário da Congregação Dom Orione, cursou Filosofia com os Padres Capuchinos em Curitiba no estado do Paraná e Teologia na Universidade Gregoriana em Roma-Itália (1959 - 1963), onde também foi ordenado padre.

### Sacerdócio
Como Padre da Pequena Obra da Divina Providência, chamada popularmente de "Congregação dos Padres Orionitas", Dom Aloísio foi professor nos educandários de Tocantinópolis-TO, Belo Horizonte-MG, São Paulo-SP, Siderópolis-SC; foi pároco na Paróquia de Nossa Senhora de Loreto em Morada Nova-MG e da Paróquia Nossa Senhora Achiropita, São Paulo-SP entre outras paróquias; e foi Conselheiro Provincial e Diretor do Instituto Profissional Dom Orione e da Casa de Noviciado.

### Episcopado
Foi ordenado bispo no dia 20 de dezembro de 1981, recebeu a ordenação Episcopal e foi nomeado Bispo da Diocese de Tocantinópolis-TO, onde atuou na evangelização trabalhando em favor dos menos favorecidos. Em 22 de dezembro de 1999, Dom Aloísio foi eleito pelo Papa João Paulo II, como o quarto Bispo da Diocese de Jataí, no estado de Goiás.
Dom Aloísio ordenou onze sacerdotes naquela diocese, implementou reformas na Cúria Diocesana e a construção do novo Centro de Treinamento João XXIII em Rio Verde-GO. Dedicou-se à celebração dos sacramentos, especialmente o da Crisma, que lhe permitiu um contato direto com a juventude da Diocese de Jataí.

### Sucessão
Ao completar 75 anos, idade limite para o episcopado, segundo as normas eclesiásticas, apresentou renúncia ao Papa Bento XVI, renúncia esta que foi confirmada em 16 de dezembro de 2009. Como seu sucessor, foi nomeado Dom José Luiz Majella Delgado, então subsecretário adjunto-geral da CNBB.
Dom Aloísio deixou a Diocese com um clero de 47 padres, 59 religiosos, 17 diáconos permanentes, 13 seminaristas e 29 paróquias.